# Egg Harbor
Egg Harbor é uma vila localizada no estado norte-americano de Wisconsin, no Condado de Door.

## Demografia
Segundo o censo norte-americano de 2000, a sua população era de 250 habitantes.
Em 2006, foi estimada uma população de 250, um aumento de 0 (0.0%).

## Geografia
De acordo com o United States Census Bureau tem uma área de
5,0 km², dos quais 5,0 km² cobertos por terra e 0,0 km² cobertos por água. Egg Harbor localiza-se a aproximadamente 182 m acima do nível do mar.

## Localidades na vizinhança
O diagrama seguinte representa as localidades num raio de 28 km ao redor de Egg Harbor.